# Gmina Sumner No. 2

Położenie Gminy Sumner No. 2 w hrabstwie Bremer

Gmina Sumner No. 2 (ang. Sumner No. 2 Township) – gmina w USA, w stanie Iowa, w hrabstwie Bremer. Według danych z 2000 roku gmina miała 365 mieszkańców. 